# Amposta (Madrid)
Amposta és un barri de Madrid integrat en el districte de San Blas-Canillejas. Té una superfície de 37,03 hectàrees i una població de 9.122 habitants (2009).
Limita al nord amb Simancas i Hellín, al sud amb Arcos, a l'est amb Rosas i a l'oest amb Pueblo Nuevo (Ciudad Lineal).
Està delimitat al nord pels carrer Alberique i l'Avinguda d'Arcentales, al sud pel carrer Pobladura del Valle, a l'est per l'Avinguda d'Hellín i a l'oest pel carrer dels Hermanos García Noblejas.